# ゴールド・ダスト〜ザ・ファイナル・コンサート 1977
| 専門評論家によるレビュー | 専門評論家によるレビュー |
| レビュー・スコア         | レビュー・スコア         |
| 出典                     | 評価                     |
| ------------------------ | ------------------------ |
| オールミュージック       | [ 1 ]                    |

 『ゴールド・ダスト~ザ・ファイナル・コンサート 1977』（原題：Gold Dust）は、イギリスのフォーク・ロック・シンガー、故サンディ・デニーのライヴ・アルバム。これは、デニーの最後の公演の1つを記録しており、1977年11月27日にロンドン・オールドウィッチ（現ピーコック・シアター ）近くのポルトガル・ストリートにあるロイヤルティ・シアターのロンドンの「サウンド・サーカス」会場で録音された。このアルバムには、ソロ・アーティストとして、またフェアポート・コンヴェンションやフォザリンゲイのメンバーとしてのデニーの名曲の数々が収録されており、サンディのバッキング・バンドとのライヴ活動の記録としては最も広範囲に及ぶものとなっている。このアルバムはマスターテープの技術的な問題により当初予定されていたレーベルからはリリースされなかったが、ジェリー・ドナヒューらによってギターとバッキング・ヴォーカルのパートが再録音された後、別のレーベルからリリースされた。 

## アルバム情報
デニーは約2年間ライブを行っておらず、その年の初めにリリースしたソロ・スタジオ・アルバム『ランデブー』は伝統的なフォーク・ミュージックからの脱却を示していた。彼女はこの録音の直前に「もしもう一度 「マッティ・グローヴス」を歌わなければならないなら、窓から身を投げ出すわ」と言っていたと伝えられている。
この録音ではデニーの声はよく捉えられているが、風邪の影響や、彼女の長期喫煙の影響による摩耗のせいのどちらかが原因で平均以下だったとする批評家もいる。 この公演は、11日間の全英ツアーの最後のコンサートだったが、ある情報源は、（最初と最後の日付の両方が同じ会場で演奏されたために）初日だったと誤った主張をしている。 収録されている曲は彼女のレコーディング・キャリアからの幅広い選曲で構成されており、その中にはフェアポート時代以前のものも含まれており、ストローブスとフェアポートの『アンハーフブリッキング』の両方でレコーディングされた曲（Who Knows Where the Time Goes?）、『フォザリンゲイ』からの2曲(Nothing MoreとThe Sea)、『海と私のねじれたキャンドル』からの3曲(John the Gun、Wretched Wilbur、The North Star Grassman and the Ravens。John the Gun もオリジナルはフォザリンゲイとの共演で演奏、録音されている)、『サンディ』からの3曲(The Lady、It'll Take a Long Time、Tomorrow is a Long Time)が収録されている。『オールド・ファッションド・ワルツ』からも1曲（Solo）、フェアポート・コンヴェンションでの2度目の活動期間中に製作された『ライジング・フォー・ザ・ムーン』から2曲(Stranger to HimselfとOne More Chance)、『ランデヴー』からは5曲(I Wish I Was a Fool For You(For Shame of Doing Wrong)、I'm a Dreamer、Take Me Away、Gold Dust、No More Sad Refrains)が収録されている。元のフォザリンゲイのメンバーの5分の3（デニー、トレヴァー・ルーカス、パット・ドナルドソン）に加え、ドラムスのデイヴ・マタックス、リード・ギターのロブ・ヘンドリー、ペダル・スティール・ギターのピート・ウィルシャーが加わったことによって、このバンドはフォザリンゲイらしい雰囲気を醸し出しているが、収録時にはジョーン・アーマトラディングと一緒にツアーに参加していたためにオリジナルのコンサートには参加できなかったフォーサーリンゲイの 4人目の元メンバー、 ジェリー・ドナヒュー によって多くのギター・パートが差し替えられたことにより、さらにその印象が高まった。 
当初はサーガ・レコードのオーナーであるマーセル・ロッドによってリリースされるライブ・アルバムとなる予定だったが、ギターとバッキング・ボーカルの音声トラックにおける技術的な問題のため、テープの購入が断念された。 最終的にこのテープはアイランド・レコードによって購入されたが、ジョー・ボイド/トレヴァー・ルーカス制作の1985年の4枚組コンピレーション「Who Knows Where The Time Goes?」のリード・トラックとして収録されたピアノ・ソロだけの「The Lady」の演奏1曲だけがリリースされた。 
1997年、コンサートの残りの部分を商業的にリリースするためには、問題となっていたリード・ギターとバッキング・ボーカルのトラックを再録音する必要があり、ジェリー・ドナヒューがこれを引き受けて、バッキング・ボーカルは自身同様にオリジナル・バンドのラインナップには含まれていなかったサイモン・ニコルとクリス・レスリーによるものを付け加えるとともに、曲順もオリジナルのコンサートのものから変更した 。一部のファンはこれらの変更を遺憾であると考えているが、CDのプロデューサーにとしては、商用リリースに適した許容可能な製品を作成するための好ましいメカニズムと見なされている。完成した（リミックスされた）アルバムは、デニーの死から20年後、トレヴァー・ルーカスの死から9年後の1998年にアイランドからリリースされた。 
以前、ルーカスのコレクションのテープを元にしたファン限定のカセット・コンピレーション「The Attic Tracks Volume 3」から、オリジナルのコンサート・パフォーマンスのラフ・ミックスのサブセットがリリースされていたが、その後、CDコンピレーション「The Attic Tracks 1972-1984」から、より小さなサブセットがリリースされていた。 完成したCDの時間制限のため、ほとんどの曲の紹介や曲間のトークは省略されているが、同じツアーの前日（11月11日、クロイドン）のオーディエンス・テープを合成したものでは、後者の多くが保存されており、オリジナル・ラインアップの貢献も含まれている。 （11月16日のバーミンガム公演のテープも存在するが 、音質はやや劣る。 ）  
1977年後半に録音されたカール・ダラスによるデニーへのインタビューで、彼女は次のツアーや彼女のミュージシャンや素材の選択などについて話しているのを聞くことができる。

## トラックリスト
特記あるものを除き、全曲サンディ・デニーにクレジットされている 
1. アイ・ウィッシュ・アイ・ウォズ・フール・フォー・ユー "I Wish I was a Fool For You (For Shame of Doing Wrong)"（リチャード・トンプソン）- 4:32
2. ストレンジャー・トゥ・ヒムセルフ "Stranger to Himself"- 3:45
3. アイム・ア・ドリーマー "I'm a Dreamer" - 4:53
4. テイク・ミー・アウェイ "Take Me Away" - 4:42
5. ナッシング・モア "Nothing More" - 4:15
6. 海 "The Sea" - 5:10
7. ザ・レイディ "The Lady" - 3:45
8. ゴールド・ダスト "Gold Dust" - 3:53
9. ソロ "Solo" - 4:46
10. ジョン・ザ・ガン "John the Gun" - 4:47
11. イットゥル・テイク・ア・ロング・タイム "It'll Take a Long Time" - 4:59
12. レッチド・ウィルバー "Wretched Wilbur" - 2:59
13. トゥモロー・イズ・ア・ロング・タイム "Tomorrow Is a Long Time" （ボブ・ディラン）- 3:57
14. ザ・ノース・スター・グラスマン "The North Star Grassman" - 3:46
15. ワン・モア・チャンス "One More Chance" - 8:21
16. ノー・モア・サッド・リフレインズ "No More Sad Refrains" - 2:27
17. 時の流れを誰が知る "Who Knows Where the Time Goes?" - 6:38

## パーソネル
- サンディ・デニー - ボーカル、ピアノ、アコースティックギター
- パット・ドナルドソン - ベースギター＆バッキングボーカル
- デイヴ・マタックス - ドラムス
- ピート・ウィルシャー - ペダル・スチール・ギター （ジャケットにはWilsherと記載されているが、正しくはWillsher）
- トレヴァー・ルーカス - アコースティックギターとバッキングボーカル
- ロブ・ヘンドリー - オリジナルコンサートでのエレクトリック＆アコースティックギター。CDリリースでは主にジェリー・ドナヒューに置き換えられた
- サイモン・ニコルとクリス・レスリー - CDリリースに追加されたバッキングボーカル（オリジナルのコンサートいは不参加）

### 製作クレジット
- 録音：1977年11月22日ロイヤル・シアターにてジョン・ウッドが
- ミックスのプロデュース：ジェリー・ボーイズジェリー・ドナヒュー
- エンジニア：リヴィングストン・スタジオのジェリー・ボーイズ
- エグゼクティブ・プロデューサー（復元）：トレヴァー・ワイアット
- マスタリング：ロンドンのChop 'Em Outでドナル・ウィーランが